# Assassin's Creed Chronicles
Assassin's Creed Chronicles este o serie de jocuri video din seria Assassin's Creed. Seria constă din trei jocuri dezvoltate de Climax Studios și publicate de Ubisoft. Jocurile conțin noi protagoniști și un design nou pentru serie, precum și o lume 2.5D inspirată din picturi tradiționale în pensulă. Primul titlu a fost Assassin's Creed Chronicles: China, lansat în data de 21 aprile 2015, pentru platformele Microsoft Windows, PlayStation 4 și Xbox One. Al doilea joc, India, a fost lansat pe 12 ianuarie 2016, pentru aceeași platforme ca și primul. Ultimul joc, Russia, s-a lansat pe 9 februarie 2016.

## Gameplay
Jocul este un platformer side-scrolling 2.5D. Jocul conține o varietate largă de arme, precum lama ascunsă, săgețile, și pumnalele. Jucătorii îi controlează pe protagoniști și trebuie să navigheze prin lume. Jucătorii pot folosi tactici de stealth, precum ascunderea de inamici în umbre și cățărarea pe zone afișate mai colorat.

## Povestea
China are loc după acțiunea din filmul Assassin's Creed: Embers. Jocul are loc în China anului 1526 și se concentrează pe protagonista Shao Jun. După ce a fost antrenată de legendarul Asasin italian Ezio Auditore da Firenze, Shao Jun se întoarce acasă pentru a se răzbuna pe gruparea templieră Cei Opt Tigri, cea care a eliminat Frăția Asasinilor din China. Călătoria lui Shao Jun o duce prin Macao, Nan'an, Orașul Interzis și Marele Zid Chinezesc, în tot acest timp ea asasinându-i pe Tigri unul câte unul până la ținta finală, Zhang Yong. Mulți ani mai târziu, Shao Jun, devenită Mentor Asasin și refăcând Frăția, plănuiește asasinarea Împăratului Jiajing, dăruindu-i un elixir al vieții.
India are loc în India anului 1841, protagonistul fiind Arbaaz Mir. În acea vreme, Imperiul Sikh se afla în război cu Compania Indiilor de Est. Când un Maestru Templier ajunge în țara asiatică cu un obiect misterios ce aparținea Frăției Asasinilor, Mir trebuie să descopere de ce Templierul a venit, să recupereze obiectul, și să-și protejeze atât prietenii, cât și iubita. Armele includ sabia mogulă și sikh ce se aseamănă cu un Aruval, Urumi, pumnalul Katara și arma Chakram, dar există și bombe cu fum, iar pentru stealth și distragere sunt adăugate praștiile cu granule.
Russia are loc în Rusia anului 1918, în timpul Revoluției din Octombrie, protagonistul fiind Nikolai Orelov. Acesta dorește să plece cu familia sa, dar Frăția Asasinilor îi cere să îndeplinească o ultimă misiune: să se infiltreze în casa unde familia Țarului este ținută de către bolșevici și să fure un artefact care este dorit de secole atât de Asasini, cât și de Templieri. În drumul său, el este martor la masacrul copiiilor Țarului Nicolae al II-lea, dar reușește să o salveze pe Prințesa Anastasia. El trebuie să scape de Templieri în timp ce protejează atât artefactul, cât și pe Anastasia. Nikolai folosește o pușcă Berdan echipată cu lunetă și baionetă, care poate fi folosită pentru luptele corp-la-corp, și un pistol cu cârlig care poate produce și electricitate pentru a scurtcircuita cutiile de electricitate, farurile, felinarele sau pentru a omorî inamicii ce stau în bălți cu apă.

## Dezvoltare și lansare
Assassin's Creed Chronicles: China a fost anunțat inițial în septembrie 2014, ca parte a season pass-ului pentru Assassin's Creed Unity. Pe 31 martie 2015, a fost anunțat că Assassin's Creed Chronicles: China face parte dintr-o trilogie, împreună cu Assassin's Creed Chronicles: India și Russia, care urmează să fie lansate la o dată viitoare. Trilogia este dezvoltată de Climax Studios în colaborare cu Ubisoft Montreal. China a fost lansat în data de 21 aprilie 2015 în America de Nord și pe 22 aprilie 2015 în restul teritoriilor, pentru platformele Microsoft Windows, PlayStation 4 și Xbox One. Assassin's Creed Chronicles: China este primul joc al seriei care folosește motorul grafic al celor de la Epic Games, Unreal Engine 3. 
Pe 8 decembrie 2015, Ubisoft a anunțat că Assassin's Creed Chronicles: India și Assassin's Creed Chronicles: Russia vor fi lansate pe 12 ianuarie 2016 și, respectiv, 9 februarie 2016, împreună cu un pachet ce la va conține pe toate trei, intitulat Assassin's Creed Chronicles Trilogy Pack. Varianta Trilogy Pack pentru platforma Playstation Vita va fi lansată pe 5 aprilie 2016.

## Recepție
Assassin's Creed Chronicles: China a primit recenzii mixte spre pozitive, site-ul web Metacritic acordând note în apropiere de 60 tuturor versiunilor.
Vincent Ingenito de la IGN i-a acordat lui China o notă de 6.9 din 10, criticând povestea și simplitatea. Cu toate acestea, Vincent a lăudat designul nivelurilor, zicând: "Explorarea și observarea cum diferitele căi se conectează una cu alta este probabil cea mai bună parte din Assassin’s Creed Chronicles: China."